# 752年
| 千纪： | 1千纪                                                                                           |
| 世纪： | 7世纪 \| 8世纪 \| 9世纪                                                                         |
| 年代： | 720年代 \| 730年代 \| 740年代 \| 750年代 \| 760年代 \| 770年代 \| 780年代                       |
| 年份： | 747年 \| 748年 \| 749年 \| 750年 \| 751年 \| 752年 \| 753年 \| 754年 \| 755年 \| 756年 \| 757年 |
| 纪年： | 壬辰年（龙年）；唐天寶十一載；南诏赞普钟元年；日本天平胜宝四年；渤海国大興十五年                |

## 大事记
- 李林甫死後，楊國忠正式取代其位置成為唐朝宰相直到756年。
- 南詔國王閣羅鳳投靠吐蕃，赤德祖贊賜予閣羅鳳“贊普鐘”的封號。

## 出生
- 伊琳娜女皇（752年－803年，51岁），拜占庭帝國伊蘇里亞王朝末代皇帝。

## 逝世
- 李林甫（？－752年），中國唐朝宰相。